# Musée de l'automobile de Belgrade
Le musée de l'automobile (en serbe cyrillique : Музеј аутомобила ; en serbe latin : Muzej automobila) est situé à Belgrade, la capitale de la Serbie, dans la municipalité urbaine de Stari grad. Installé dans un ancien garage construit en 1929, il est inscrit sur la liste des biens culturels de la ville de Belgrade. Le musée a été fondé en 1994.

## Bâtiment
Le bâtiment, situé 30 rue Majke Jevrosime, a été construit en 1929 comme le premier garage moderne du centre de Belgrade d'après des plans de l'architecte russe Valerij Staševski (1882-1945), qui l'a conçu dans un style académique avec des décorations modernes.
L'intérieur est composé d'un hall unique, tandis que les façades possèdent une structure symétrique, avec une entrée monumentale qui donnent l'impression d'un édifice à deux étages ; le même effet est produit par la façade par de doubles fenêtres.
L'importance du bâtiment repose sur le fait qu'il est le premier de son genre notamment à Belgrade, voire dans les Balkans.

## Collections
Le musée abrite plusieurs centaines de véhicules, des plus courants aux plus luxueux, tous en bon état.
Le véhicule le plus ancien est un tricycle français Marot-Gardon, datant de 1897, véhicule à trois roues avec une carrosserie en bois et pouvant accueillir deux occupants. Dans la collection figure aussi une automobile Charron de 1908, avec des rayons de roue en bois et une carrosserie en bois de type Landaulet, ainsi qu'une Ford T de 1925, une Lancia Lambda de 1925, un coupé Buick Opera de 1929 ou une BMW 327/328 de 1938 etc. On y trouve aussi une Cadillac de 1957, régulièrement utilisée par Josip Broz Tito. La voiture la plus récente de la collection est une Ferrari de 1978.
Le Musée de l'automobile possède aussi quelques véhicules de guerre, principalement des jeeps, louées pour le tournage de films.
En plus des voitures, le musée conserve les premiers règlements et lois de circulation de Serbie, ainsi que les premières horloges de stationnement et toutes sortes de documents relatifs au transport et à l'automobile.